# Davide Bellini
Davide Bellini (ur. 20 maja 1969 w Carpi) – włoski siatkarz występujący obecnie w drużynie Volleyball San Martino. Gra na pozycji rozgrywającego. Mierzy 197 cm. 142 razy wystąpił w reprezentacji Włoch.

## Kariera
- 1984–1985  Steton Carpi
- 1985–1989  Panini Modena
- 1989–1990  Buffetti Bologna
- 1990–1991  Gabbiano Virgilio
- 1991–1994  Alpitour Cuneo
- 1994–1996  Edilcuoghi Ravenna
- 1996–1997  Colmark Brescia
- 1997–1998  Piaggio Roma
- 1998–2000  Vallaverde Ravenna
- 2000–2002  Montichiari
- 2002–2003  Lube Banca Macerata
- 2003–2004  Gioia Del Colle
- 2004–2005  Volleyball Team Tirol
- 2005–2007  Pallavolo Modena
- 2007–2009  Volley Forli
- 2009–2010  Universal Carpi
- 2010–2012  Pallavolo Pineto
- 2012-nadal Volleyball San Martino

## Sukcesy
- Puchar Świata: 1995
- Puchar Wielkich Mistrzów: 1993
- Mistrzostwo Europy: 1993
- Zwycięstwo w Lidze Światowej: 1994, 1995, 1997, 1999
- Puchar CEV: 1983, 1984, 1985
- Mistrzostwo Włoch: 1986, 1987, 1988, 1989
- Puchar Włoch: 1985, 1986, 1988, 1989, 2003